# Arteria lusoria

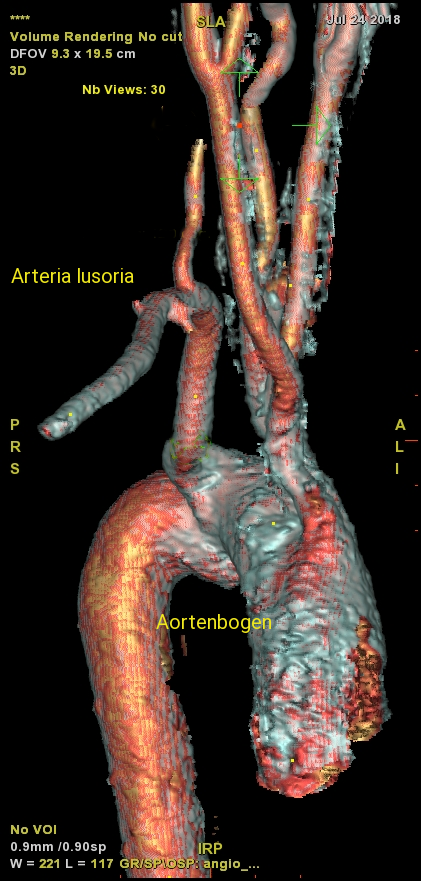
Arteria Lusoria (MRT Rekonstruktion)

Bei der Arteria lusoria (lat. lusorius: Spiel...) handelt es sich um einen atypischen Verlauf der Arteria subclavia dextra (rechte Unterschlüsselbeinarterie), siehe auch Kiemenbogenarterie (Vierter Kiemenbogen). Diese entspringt statt aus dem Truncus brachiocephalicus (Arm-Kopf-Gefäßstamm, rechts)  aus dem Arcus aortae (Aortenbogen) und verläuft hinter, selten vor der Speiseröhre nach rechts zu ihrem Versorgungsgebiet. Typischerweise ist diese Fehlbildung mit einem atypischen Verlauf des Stimmbandnerven verbunden.
In seltenen Fällen können die Betroffenen Schluckbeschwerden empfinden, eine sogenannte Dysphagia lusoria bedingt durch den anatomischen Verlauf in der unmittelbaren Nähe des Ösophagus. In der Regel sind neu aufgetretene Schluckbeschwerden eher nicht auf eine A. lusoria zurückzuführen.
Bemerkbar machen kann sich diese anatomische Varietät als Dysphagia lusoria (Schluckstörung durch diese Spielart der Arterie). Durch Druck der Arterie auf die Speiseröhre kann es selten zu  Schmerzen hinter dem Brustbein, Erbrechen, evtl. auch zu einem pfeifenden Atemgeräusch und Pulsanstieg kommen. Beim Erwachsenen sind neu aufgetretene Schluckbeschwerden bei Vorhandensein einer Arteria lusoria nur in den seltensten Fällen auf diese anatomische Variante zurückzuführen, sondern sie haben andere Ursachen (z. B. Tumor, Refluxkrankheit). Meist fällt diese Varietät auch nur zufällig auf, z. B. bei einer Computertomographie des Thorax. Beim Säugling kann selten eine erschwerte Atmung beim Trinken beobachtet werden. 

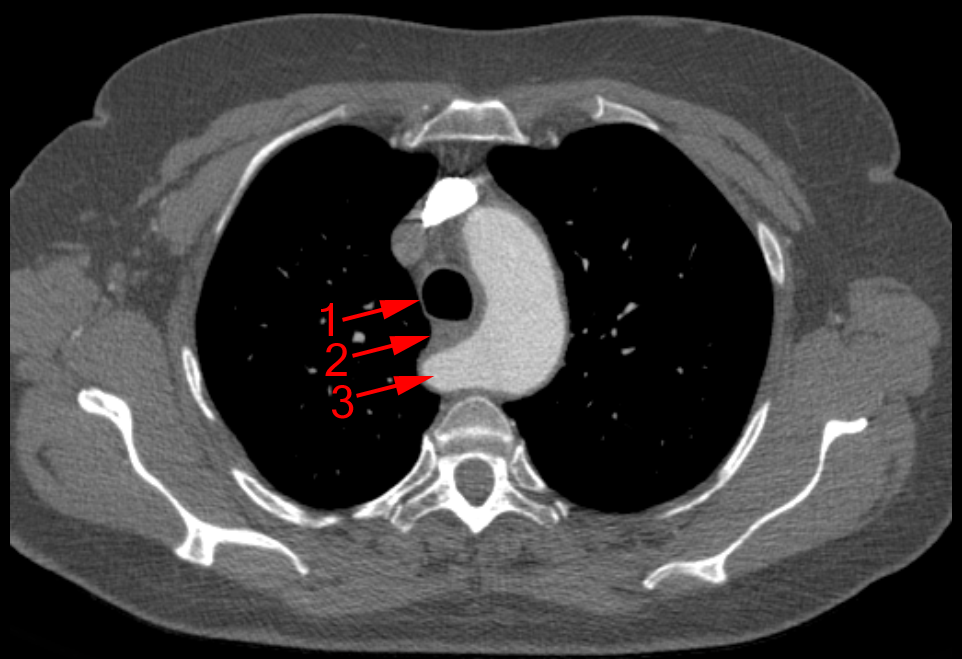
Typisches Bild einer Arteria lusoria in der Computertomographie. (1) Luftröhre, (2) Speiseröhre, dahinter (3) A. lusoria aus dem Aortenbogen entspringend.
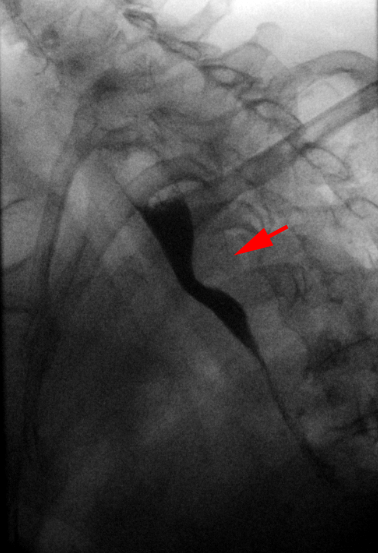
Arteria lusoria in der Schluckuntersuchung: Impression der Speiseröhre von hinten.
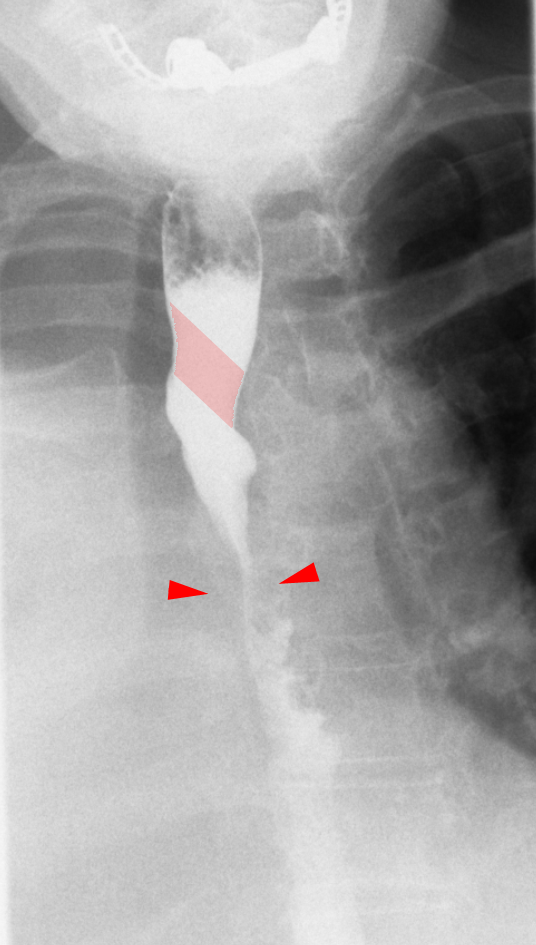
Bandförmige Impression der Speiseröhre durch Arteria lusoria. Darunter (Pfeile) Einengung der Speiseröhre durch einen Tumor, der für die Schluckbeschwerden ursächlich ist.
Arteria lusoria in der MR-Angiographie, MIP. Animiertes GIF, 4,26 MB.